# My Tomorrow
「My Tomorrow」（マイ・トゥモロー）は、AiMの11枚目のシングル。

## 収録曲
1. My Tomorrow (4:28)
作詞:松木悠、作曲・編曲:大久保薫
「デジモンテイマーズ」EDテーマ(1 - 23話)。
2. ひまわり (3:56)
作詞:ai、作曲・編曲:樫原伸彦
「デジモンテイマーズ」挿入歌(24話)。
3. My Tomorrow (Original Karaoke) (4:28)
4. ひまわり (Original Karaoke) (3:54)

## 収録アルバム
- デジモンテイマーズ シングルベストパレード (#1,2)
- DIGIMON HISTORY 1999-2006 ALL THE BEST (#1)
- デジモンエンディングベストエイマー (#1)
- 15 (#1)